# VEC-M1
Il VEC (Veicolo da Esplorazione della Cavalleria) è un mezzo corazzato leggero progettato per le unità moderne di Cavalleria. È stato sviluppato dal BMR-600 e creato dall'azienda spagnola Pegaso (ENASA).

## Storia

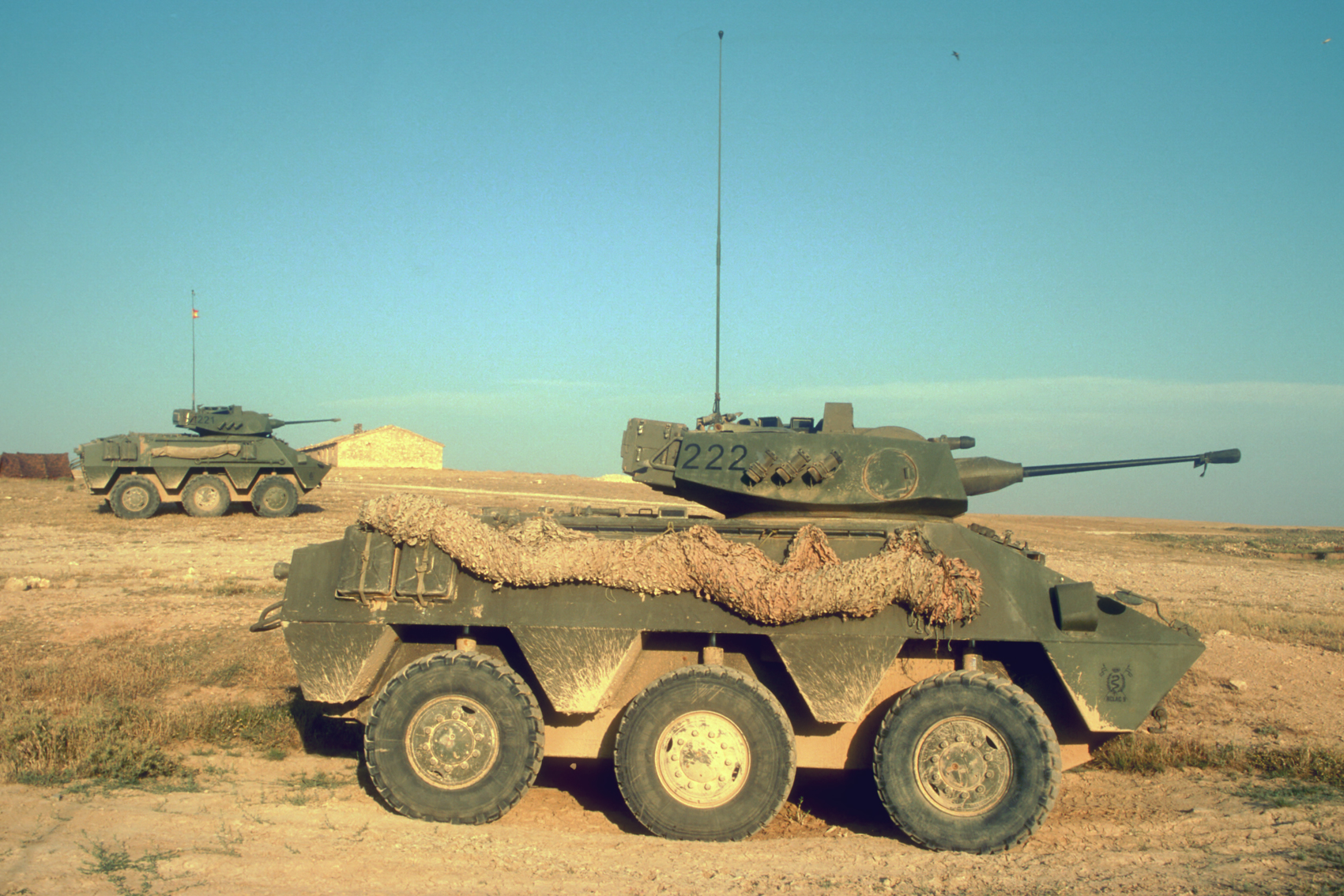
Due VEC in addestramento

L'esercito spagnolo richiese all'azienda ENASA-Pegaso la progettazione e la produzione di un veicolo corazzato per il supporto della fanteria e cavalleria spagnola, che hanno operato in diverse missioni di pace, tra cui quelle in Bosnia ed Erzegovina, Libano ed Iraq.
Il programma di acquisto di questo veicolo in una prima fase l'entrata in servizio di 240 VEC in tre versioni differenti: la versione per il trasporto truppe, che sostituirà il BMR-600 con 113 unità, la versione per il comando (8 unità) e quella per l'esplorazione (119 unità). Quest'ultima versione sarà quella equipaggiata con armamenti più pesanti tra cui un cannone da 30 mm e una mitragliatrice pesante, in alcuni casi sulla torretta sarà possibile alloggiare il missile anticarro Spike. Il contratto da 1 300 milioni di €, firmato nel 2010, prevede che entro il 2014 dovranno essere già operativi 40 VEC mentre i rimanenti dovranno essere consegnati entro la fine del 2016. Questo contratto prevede la collaborazione dell'azienda spagnola ENASA-Pegaso (Santa Barbara Sistemas), il consorzio italiano Iveco-OTO Melara, la Krauss-Maffei tedesca, la BAE Systems inglese e General Purpose Vehicles degli Stati Uniti d'America.

## Tecnica
La struttura di base del VEC è quella BMR-600, da cui è sviluppato. Sono variati solo gli interni per adattarli alle varie tipologie di missioni che potrebbero essere richieste da questo veicolo.

### Armamento
Come arma principale il VEC dispone di una mitragliatrice pesante M242 Bushmaster da 25 mm alimentata da un motorino elettrico, installato sulla torretta TC-25 di OTO Melara (prodotta però sotto licenza da Santa Barbara in Spagna). La torretta originale Oto Melara (TC-20) era stata progettata per alloggiare un cannone Rheinmetall da 20 mm. Il Bushmaster è un cannone a canna singola, il veicolo contiene due scatole di munizioni una più piccola da 35 colpi ed una più grande da 135, per un totale di 170 colpi. Le munizioni inoltre possono essere di diverse tipologie come quelle traccianti, perforanti ed incendiare. Il cannone può elevarsi per 50° gradi e abbassarsi per 10º. Gli altri veicoli corazzati ad usare il Bushmaster sono gli americani M2/M3 Bradley e il LAV-25. L'armamento secondario del VEC è la mitragliatrice pesante MG 3 calibro 7.62 posizionata sopra il cannone. Il sistema di puntamento è un periscopio diurno che può essere sostituito da un amplificatore di luce residua.

## Utilizzatori
Spagna
- Ejército de Tierra[3][4]